# 索特拉赫罗
索特拉赫罗，是西班牙卡斯蒂利亚-莱昂布尔戈斯省的一个市镇。总面积6平方公里，总人口164人（2001年），人口密度27人/平方公里。